# Överkalix (Gemeinde)
Koordinaten: 66° 20′ N, 22° 50′ O

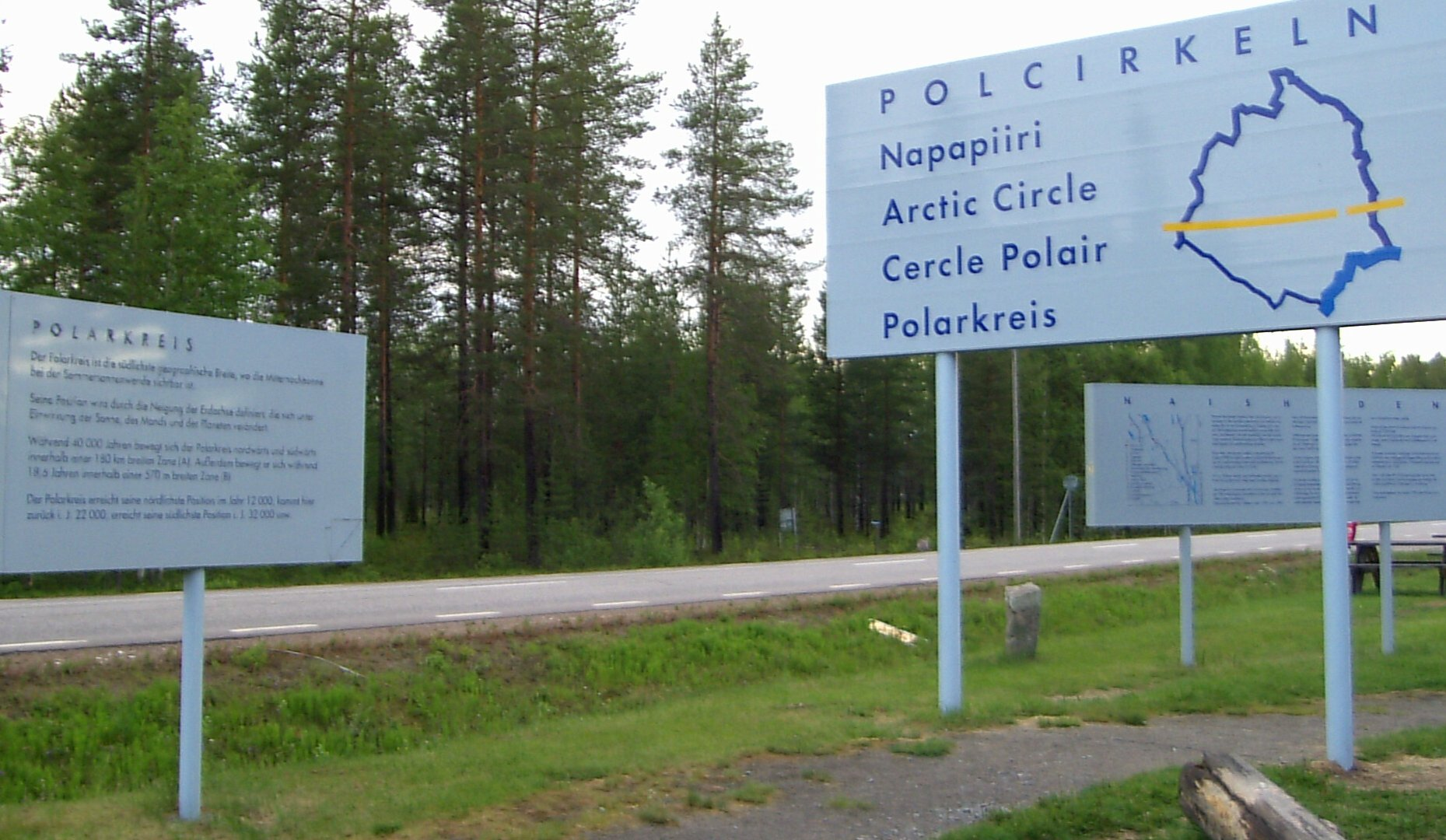
Zwischen den Ortschaften Yttre Lansjärv und Naisjärv in der Gemeinde Överkalix passiert die Europastraße 10 den Polarkreis

Överkalix ist eine Gemeinde (schwedisch kommun) in der nordschwedischen Provinz Norrbottens län, in den historischen Provinzen Lappland und Norrbotten. Der Hauptort der Gemeinde ist Överkalix.

## Geographie
Die Gemeinde Överkalix liegt im Vorland des Skandinavischen Gebirges und erstreckt sich etwa 80 Kilometer entlang des Flusses Kalixälven sowie seiner Zuflüsse Ängesån und Tvärån-Lansån-Skrövån. Die Höhen zu beiden Seiten der Flusstäler sind mit Nadelwäldern bedeckt und enthalten langgestreckte Feuchtgebiete. Durch die Gemeinde führt die Europastraße 10.
Zur Gemeinde gehören die drei Tätorter Överkalix, Svartbyn und Tallvik sowie die fünf Småorter Alsån, Gyljen, Hedensbyn, Nybyn und Vännäsberget (Stand 2015).

## Wirtschaft
Der traditionelle Wirtschaftszweig der Gemeinde ist die Forstwirtschaft mit Unternehmen wie AssiDomän und SCA Skog AB. Der Tourismus hat in den letzten Jahren an Bedeutung gewonnen.